# Баткис, Григорий Абрамович
Григорий Абрамович Баткис (10 января 1895, Балта — 16 июня 1960, Москва) — советский организатор здравоохранения, специалист по социальной гигиене и санитарной статистике, доктор медицинских наук, профессор, член-корреспондент АМН СССР (1945).

## Биография
Родился 10 января 1895 года[по какому календарю?] в семье врача.
В 1919 году окончил медицинский факультет Киевского университета. В этом же году стал членом ВКП(б) и принимал участие в гражданской войне, в организации здравоохранения на Украине.
С 1923 по 1930 годы Баткис работал на кафедрах социальной гигиены 2-го и 1-го МГУ. С 1931 года заведовал кафедрой социальной гигиены и организации здравоохранения Второго ММИ им. Н. И. Пирогова.
В 1944—1950 гг. Баткис был заместителем председателя, а с 1958 года председателем Центральной санитарно-статистической комиссии Министерства здравоохранения СССР. С 1929—года он был членом президиума Всесоюзного гигиенического общества. Был соредактором второго издания Большой медицинской энциклопедии.
Умер 16 июня 1960 года. Похоронен на Введенском кладбище (уч. 23).

## Награды
- Орден Трудового Красного Знамени